# Aarhus Bispegård
Aarhus Bispegård lå oprindeligt  nord for domkirken - ved Rosensgade, men efter reformationen blev et tidligere kapitelhus på Bispetorv indrettet til bispegård.
Aarhus Byråd så i midten af 1800-tallet gerne bispegården nedrevet, men biskop Brammer modsatte sig dette. Da Brammer forlod bispeembedet i 1881, var byrådet dog ikke sene til at få bispegården nedrevet.
Efter nedrivning på Bispetorvet flyttede bispeembedet i 1882 sin administration til en ejendom på hjørnet af Sønder Allé og Fredensgade. Denne ejendom blev herefter kaldet Bispegården.